# Gezahegne Abera
Gezahegne Abera, etiopski atlet, * 23. april 1978.
Sodeloval je na atletskem delu poletnih olimpijskih igrah leta 2000 kjer je osvojil zlato medaljo v maratonu.
Leta 2001 je na svetovnem prvenstvu v Edmontonu postal svetovni prvak.